# Gasthaus zum Hasen (Memmingen)

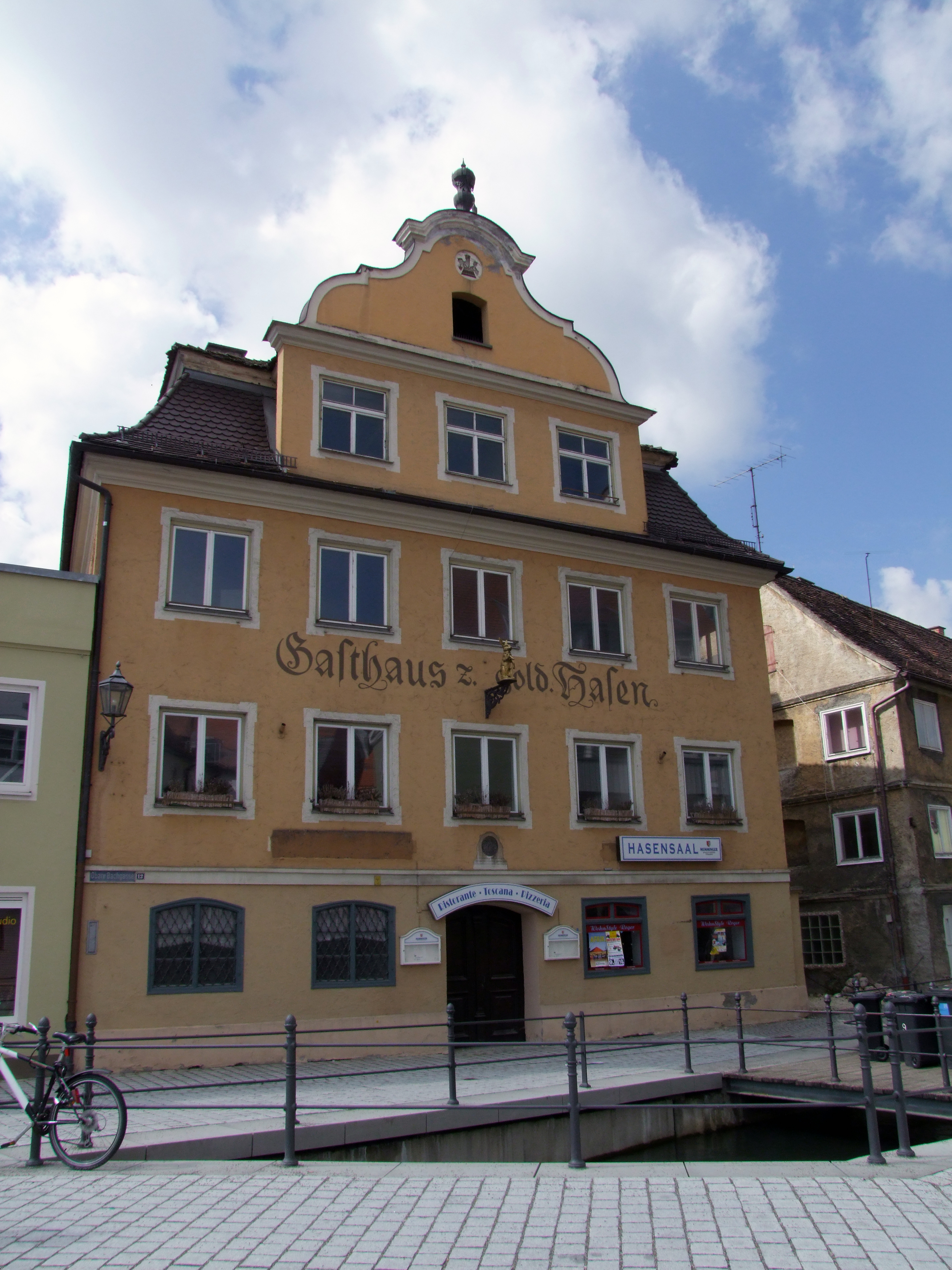
Der Gasthof zum Hasen

Das Gasthaus zum Hasen ist ein unter Denkmalschutz stehender Gasthof im oberschwäbischen Memmingen. Das Haus steht im ensemblegeschützten Bereich der Wegbachsiedlung und wurde 1782 vom Stadtbaumeister Johann Friedrich Knoll für Friedrich Jakob Bilgram errichtet. Dies geht aus einer Inschrift über dem Portal hervor, darüber zeigt ein Nasenschild einen goldenen Hasen. Das dreigeschossige, fünfachsige Haus trägt ein Mansarddach. Über den drei mittleren Achsen befindet sich ein eingeschossiges Zwerchhaus mit einem geschwungenen Giebel. Zwei von den stichbogigen Fenstern im Erdgeschoss haben schlichte Gitter. Die Tür mit Messingdrückern aus der Erbauungszeit ist geschwungen gefeldert. Über dem Portal befindet sich ein Wappenstein. Die Tordurchfahrt ist flach tonnengewölbt.